# Mistrzostwa Świata w Piłce Nożnej 2002 (eliminacje strefy UEFA)/Grupa 3
W Grupie 3 eliminacji do MŚ 2002 biorą udział następujące zespoły:
- Irlandia Północna
- Malta
- Islandia
- Dania
- Bułgaria
- Czechy

## Tabela
| Lp | Reprezentacja     | M  | Z | R | P | Br+ | Br- | +/- | Pkt |
| -- | ----------------- | -- | - | - | - | --- | --- | --- | --- |
| 1  | Dania             | 10 | 6 | 4 | 0 | 22  | 6   | +16 | 22  |
| 2  | Czechy            | 10 | 6 | 2 | 2 | 20  | 8   | +12 | 20  |
| 3  | Bułgaria          | 10 | 5 | 2 | 3 | 14  | 15  | -1  | 17  |
| 4  | Islandia          | 10 | 4 | 1 | 5 | 14  | 20  | -6  | 13  |
| 5  | Irlandia Północna | 10 | 3 | 2 | 5 | 11  | 12  | -1  | 11  |
| 6  | Malta             | 10 | 0 | 1 | 9 | 4   | 24  | -20 | 1   |

|                   | Dania | Czechy | Bułgaria | Islandia | Irlandia Północna | Malta |
| ----------------- | ----- | ------ | -------- | -------- | ----------------- | ----- |
| Dania             | X     | 2:1    | 1:1      | 6:0      | 1:1               | 2:1   |
| Czechy            | 0:0   | X      | 6:0      | 4:0      | 3:1               | 3:2   |
| Bułgaria          | 0:2   | 0:1    | X        | 2:1      | 4:3               | 3:0   |
| Islandia          | 1:2   | 3:1    | 1:1      | X        | 1:0               | 3:0   |
| Irlandia Północna | 1:1   | 0:1    | 0:1      | 1:0      | X                 | 1:0   |
| Malta             | 0:5   | 0:0    | 0:2      | 1:4      | 0:1               | X     |

## Wyniki
| 2 września 2000 15:00 CEST | Irlandia Północna · Gray 72' | 1:00:0Raport | Malta | Windsor Park, Belfast Widzów: 8227 Sędzia: Taras Bezubiak |
|                            |                              |              |       |                                                           |

| 2 września 2000 18:00 CEST | Islandia · Sverrisson 12' | 1:21:1Raport | Dania · 26' Tomasson · 49' Bisgaard | Laugardalsvöllur, Reykjavík Widzów: 7017 Sędzia: Stephane Bre |
|                            |                           |              |                                     |                                                               |

| 2 września 2000 19:00 CEST | Bułgaria | 0:10:0Raport | Czechy · 73' Poborský | Stadion Georgi Asparuchowa, Sofia Widzów: 8000 Sędzia: Juan Fernandez |
|                            |          |              |                       |                                                                       |

| 7 października 2000 15:00 CEST | Irlandia Północna · Healy 37' | 1:11:0Raport | Dania · 60' Rommedahl | Windsor Park, Belfast Widzów: 11823 Sędzia: Vitor Melo Pereira |
|                                |                               |              |                       |                                                                |

| 7 października 2000 17:00 CEST | Czechy · Koller 17', 40' · Nedvěd 44', 90' | 4:03:0Raport | Islandia | Na Stínadlech, Cieplice Widzów: 9843 Sędzia: Kyros Vassaras |
|                                |                                            |              |          |                                                             |

| 7 października 2000 18:30 CEST | Bułgaria · Iwanow 40', 65' · Todorow 90' | 3:01:0Raport | Malta | Stadion Georgi Asparuchowa, Sofia Widzów: 3000 Sędzia: Dzemal Calija |
|                                |                                          |              |       |                                                                      |

| 11 października 2000 18:00 CEST | Malta | 0:0Raport | Czechy | Ta’ Qali Stadium, Ta’ Qali Widzów: 582 Sędzia: Żelijko Sirić |
|                                 |       |           |        |                                                              |

| 11 października 2000 19:15 CEST | Dania · Sand 72' | 1:10:0Raport | Bułgaria · 83' Berbatow | Parken, Kopenhaga Widzów: 39847 Sędzia: Oguz Sarvan |
|                                 |                  |              |                         |                                                     |

| 11 października 2000 19:30 CEST | Irlandia Północna · Guðjónsson 88' | 1:00:0Raport | Islandia | Reykjavík, Rotterdam Widzów: 6780 Sędzia: Markus Merk |
|                                 |                                    |              |          |                                                       |

| 24 marca 2001 15:00 CEST | Irlandia Północna | 0:1Raport | Czechy · 11' Nedvěd | Windsor Park, Belfast Widzów: 10368 Sędzia: Manuel Mejuto Gonzalez |
|                          |                   |           |                     |                                                                    |

| 24 marca 2001 18:00 CET | Bułgaria · Chomakow 36' · Berbatow 79' | 2:11:1Raport | Islandia · 25' Hreiðarsson | Bâlgarska Armiya, Sofia Widzów: 14500 Sędzia: Michael Riley |
|                         |                                        |              |                            |                                                             |

| 24 marca 2001 20:00 CEST | Malta | 0:50:1Raport | Dania · 8', 63', 79' San · 51' Heintze · 76' Jensen | Ta’ Qali Stadium, Ta’ Qali Widzów: 784 Sędzia: Thomas McCurry |
|                          |       |              |                                                     |                                                               |

| 28 marca 2001 18:00 CEST | Bułgaria · Bałykow 7' · Petrow 17', 77' · Chomakow 72' | 4:32:1Raport | Irlandia Północna · 15' Williams · 83' Elliott · 90+1' (k.) Healy | Bâlgarska Armiya, Sofia Widzów: 15600 Sędzia: Vladimir Hrinak |
|                          |                                                        |              |                                                                   |                                                               |

| 28 marca 2001 20:30 CEST | Czechy | 0:0Raport | Dania | Generali Arena, Praga Widzów: 16534 Sędzia: Graham Barber |
|                          |        |           |       |                                                           |

| 25 kwietnia 2000 19:00 CEST | Malta · Mifsud 14' | 1:41:2Raport | Islandia · 42' Guðmundsson · 45' Sigurðsson · 82' Guðjohnsen · 90' Guðjónsson | Ta’ Qali Stadium, Ta’ Qali Widzów: 2800 Sędzia: Constantin Dan Zotta |
|                             |                    |              |                                                                               |                                                                      |

| 2 czerwca 2001 15:00 CEST | Irlandia Północna | 0:10:0Raport | Bułgaria · 54' Iwanow | Windsor Park, Belfast Widzów: 7609 Sędzia: Massimo Busacca |
|                           |                   |              |                       |                                                            |

| 2 czerwca 2001 16:00 CEST | Islandia · Guðmundsson 8' · Daðason 39' · Guðjohnsen 69' | 3:02:0Raport | Malta | Laugardalsvöllur, Reykjavík Widzów: 3554 Sędzia: Romans Lajuks |
|                           |                                                          |              |       |                                                                |

| 2 czerwca 2001 19:15 CEST | Dania · Sand 6' · Tomasson 84' | 2:11:1Raport | Czechy · 41' Týce | Parken, Kopenhaga Widzów: 41669 Sędzia: Markus Merk |
|                           |                                |              |                   |                                                     |

| 6 czerwca 2001 17:00 CEST | Czechy · Kuka 87', 40' · Baroš 90' | 3:11:1Raport | Irlandia Północna · 45' Mulryne | Na Stínadlech, Cieplice Widzów: 14050 Sędzia: Leif Sundell |
|                           |                                    |              |                                 |                                                            |

| 6 czerwca 2001 18:00 CEST | Islandia · Daðason 44' | 1:11:0Raport | Bułgaria · 81' Berbatow | Laugardalsvöllur, Reykjavík Widzów: 4316 Sędzia: Dermot Gallagher |
|                           |                        |              |                         |                                                                   |

| 6 czerwca 2001 19:15 CEST | Dania · Sand 43', 83' | 2:11:1Raport | Malta · 7' Mallia | Parken, Kopenhaga Widzów: 38499 Sędzia: Siarhei Shmolik |
|                           |                       |              |                   |                                                         |

| 1 września 2001 14:00 CEST | Islandia · Sverrisson 45', 77' · Sigþórsson 66' | 3:11:0Raport | Czechy · 8' Jankulovski | Laugardalsvöllur, Reykjavík Widzów: 6011 Sędzia: Domenico Messina |
|                            |                                                 |              |                         |                                                                   |

| 1 września 2001 19:15 CEST | Dania · Rommedahl 3' | 1:11:0Raport | Irlandia Północna · 73' Mulryne | Parken, Kopenhaga Widzów: 41500 Sędzia: Ryszard Wójcik |
|                            |                      |              |                                 |                                                        |

| 1 września 2001 20:00 CEST | Malta | 0:20:0Raport | Bułgaria · 74', 80' Berbatow | Ta’ Qali Stadium, Ta’ Qali Widzów: 409 Sędzia: Hartmut Strampe |
|                            |       |              |                              |                                                                |

| 5 września 2001 17:00 CEST | Czechy · Jankulovski 20' · Lokvenc 37' · Milan Baroš 68' | 3:22:1Raport | Malta · 22' (k.) Carabott · 55' Agius | Na Stínadlech, Cieplice Widzów: 9280 Sędzia: Khagani Mammedow |
|                            |                                                          |              |                                       |                                                               |

| 5 września 2001 20:00 CEST | Bułgaria | 0:20:0Raport | Dania · 47', 90+2' Tomasson | Sofia Widzów: 20000 Sędzia: Jan Wegereff |
|                            |          |              |                             |                                          |

| 5 września 2001 20:00 CEST | Irlandia Północna · Healy 49' · Hughes 58' · McCartney 61' | 3:00:0Raport | Islandia | Windsor Park, Belfast Widzów: 6625 Sędzia: Attila Hanacsek |
|                            |                                                            |              |          |                                                            |

| 6 października 2001 18:30 CEST | Malta | 0:10:0Raport | Irlandia Północna · 58' (k.) Healy | Ta’ Qali Stadium, Ta’ Qali Widzów: 1778 Sędzia: Manfred Scheuttengruber |
|                                |       |              |                                    |                                                                         |

| 6 października 2001 20:15 CEST | Czechy · Rosický 5', 69' · Nedvěd 16', 76' · Baroš 27' · Lokvenc 66' | 6:03:0Raport | Bułgaria | Generali Arena, Praga Widzów: 15020 Sędzia: Claude Colombo |
|                                |                                                                      |              |          |                                                            |

| 6 października 2001 20:15 CEST | Dania · Rommedahl 12' · Sand 14', 66' · Gravesen 31', 35' · Michaelsen 90' | 6:04:0Raport | Islandia | Parken, Kopenhaga Widzów: 41679 Sędzia: Arturo Dauden Ibanez |
|                                |                                                                            |              |          |                                                              |